# Xã Aubry, Quận Johnson, Kansas
Xã Aubry (tiếng Anh: Aubry Township) là một xã thuộc quận Johnson, tiểu bang Kansas, Hoa Kỳ. Năm 2010, dân số của xã này là 4.204 người.